# The Bastard Executioner
The Bastard Executioner är ett amerikanskt fiktivt medeltida drama om en man som tvingas ta rollen som bödel på ett slott. Mannen var krigare för engelska kungen Edward I men efter ha blivit lämnad att dö på slagfältet börjar han ett nytt liv som bonde men tvingas slåss mot engelsmännen. Då han i ett uppror mot engelsmännen dödar en baron tar han identiteten av en bödel som ska börja jobba på slottet som baronen ägde. Där fortsätter han kampen mot engelsmännen den nya engelska kungen Edward II då han börjar leva ett dubbelliv och bli rebellernas man på insidan av slottet.

## Rollista

### Huvudroller
- Lee Jones som Wilkin Brattle / Gawain Maddox the Executioner[2]
- Stephen Moyer som Chamberlain Milus Corbett[2]
- Flora Spencer-Longhurst som Baronessa av Ventrishire Lowry "Love" Aberffraw Ventris[2]
- Kurt Sutter som Ludwig Von Zettel, smeknamn The Dark Mute[2]
- Sam Spruell som Toran Prichard / Marshal the Soldier[2]
- Katey Sagal som Annora of the Alders[2]
- Darren Evans som Ash y Goedwig[2]
- Danny Sapani som Berber the Moor[2]
- Timothy V. Murphy som Father Ruskin[2]
- Sarah White som Isabel Kiffin[2]
- Sarah Sweeny som Jessamy Maddox[2]
- Ethan Griffiths som Luca Maddox
- Elen Rhys som Petra Brattle

### Gästskådespelare
- Brían F. O'Byrne som Baron Erik Ventris,[3]  Baron av Ventrishire.
- Matthew Rhys som Gruffudd y Blaidd, smeknamn "The Wolf". Rebellernas ledare. [2]
- Kyle Rees som Calo Caine
- Richard Brake som Baron Edwin Pryce
- Ed Sheeran som Sir Cormac[4]
- Alec Newman som Leon Tell
- Francis Magee som Absolon
- Scroobius Pip som Aiden
- Tom Forbes som Piers Gaveston
- Trevor Sellers som Robinus
- Ross O'Hennessy som Locke
- James Rousseau som Denley
- Tim McDonnell som Huxley
- Llew Davies som Norton
- Eloise Lovell Anderson som Clara
- Sophie Lovell Anderson som Ramona
- Matthieu Charneau som Frenchie

## Historiskt korrekthet

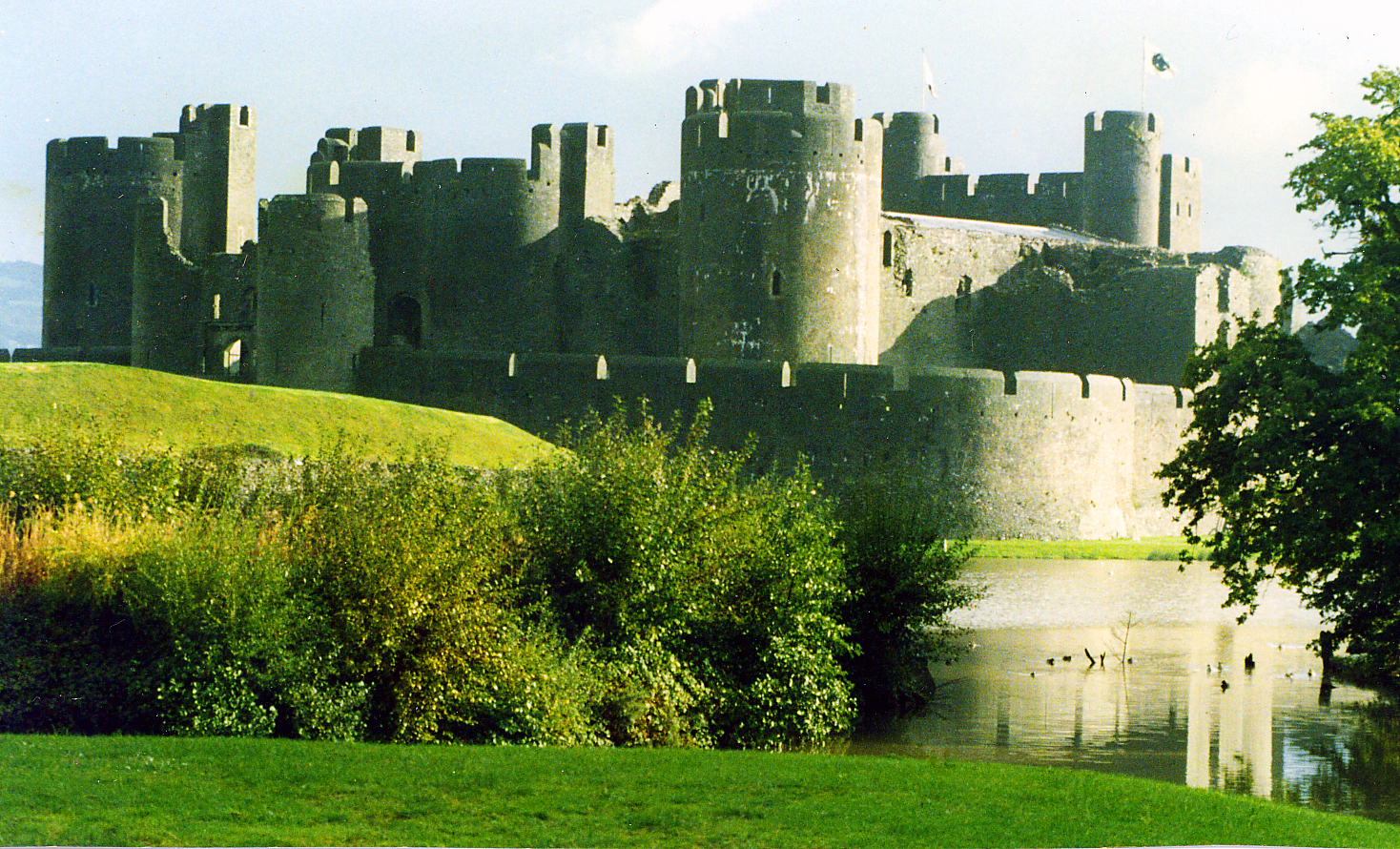
Caerphilly Castle, Wales.

Byn Ventris, slottet Castle Ventris och shire Ventrishire är fiktiva platser i Wales, så det finns inga historiska personer som har haft titeln Baron av Ventrishire och Baronessa av Ventrishire. Det walesiska folket var under engelskt styre på 1300-talet. De gjorde uppror mot engelsmännen ett flertal gånger och kungarna Edward I och Edward II i serien fanns i verkligheten i England under tiden som serien ska utspelas.
Serien spelades in i och omkring Caerphilly Castle som ligger i Wales.